# Alcides argyrios
Alcides argyrios är en fjärilsart som beskrevs av Gmelin 1788. Alcides argyrios ingår i släktet Alcides och familjen Uraniidae. Inga underarter finns listade i Catalogue of Life.